# Wendy Barrie
Wendy Barrie (właśc. Marguerite Wendy Jenkins; ur. 18 kwietnia 1912 w Londynie, zm. 2 lutego 1978 w Englewood) – brytyjsko-amerykańska aktorka filmowa, teatralna i telewizyjna.

## Wybrana filmografia
seriale
- 1948: Actors Studio
- 1950: Your Show of Shows
- 1962: The Beachcomber jako Elizabeth Winters

film
- 1932: The Callbox Mystery jako Iris Banner
- 1933: Prywatne życie Henryka VIII jako Jane Seymour
- 1935: The Big Broadcast of 1936 jako Sue
- 1936: Pod twoim urokiem jako Cynthia Drexel
- 1937: Śmiertelny zaułek jako Kay Burton
- 1939: Pies Baskerville’ów jako Beryl Stapleton
- 1940: Women in War jako Pamela Starr
- 1941: Święty w Palm Springs jako Elna Johnson
- 1963: Letnie wakacje jako Shepardess

## Wyróżnienia
Posiada swoją gwiazdę na Hollywoodzkiej Alei Gwiazd.